# Birthe Holmberg
Henryette Lillemor Annryl Birthe Holmberg, född 6 augusti 1930 i Sankt Matteus församling i Stockholm, Sverige, död 25 juli 2018 i Stockholm, var en svensk konståkerska, barnskådespelare och reklamchef. Hon var dotter till Bertil Holmberg, konstnär, direktör och styrelsemedlem i Stockholms Allmänna Skridskoklubb, (SASK) (ordförande från september 1942)  och Karin Holmberg.

## Biografi
Redan vid sex års ålder började Birthe tävla i SASK:s serietävlingar.  Hösten 1937 skickades hon för första gången till London för att träna,  detta då det ännu inte fanns några konstfrusna isbanor i Sverige. Väl hemma deltog hon i uppvisningar för SASK och hon omnämns i stockholmspressen som ”Sveriges yngsta skridskoprinsessa”. Hösten 1938 åkte hon åter till London i två månader för att träna för den österrikiska konståkaren Jacques Gerschwiler.  Både Dagens Nyheter och Svenska Dagbladet rapporterar om hennes träning och hon jämförs med en ung Sonja Henie. I november 1939 invigdes den konstfrusna skridskobanan vid Tennisstadion  och Birthe stannar i Sverige för att träna. Vid distriktsmästerskapen för juniorer i konståkning i februari 1940 kommer hon på tredje plats.  I oktober 1940 skickades Birthe tillsammans med den några år äldre klubbkamraten Sonja Fuhrman till Wien för att träna för den olympiska mästaren och världsmästaren Karl Schäfer.  Sitt första mästerskap vann Birthe i februari 1941 då hon kom på första plats i distriktsmästerskapen för juniorer.  I mars 1941 ställde hon upp i de svenska mästerskapen i konståkning och hamnade på en sjätte plats, svensk mästarinna blev Sonja Fuhrman.
Hösten 1941 var Birthe med som skådespelare i filmen Magistrarna på sommarlov. I filmen spelar hon Karin, en ung gäst på hotellrestaurangen. Hon agerar och dansar med skådespelaren Åke Johanson och gestaltar allmänhetens bild av sig själv som självsäker flicka. ”…skridskoprinsessan Birthe Holmberg är kavat och knubbig och säger sina repliker med en säkerhet som måtte vara medfödd hos moderna barn.” 
På hösten 1941 tillbringade Birthe en tid i Kiruna  för att kunna tidigarelägga sin träning och på så sätt förlänga säsongen. I december 1941 var Birthe åter tillbaka i Wien  för att träna inför de svenska mästerskapen för juniorer, vilket hon som yngsta person lyckades vinna i februari 1942. Inför mästerskapen 1943 var hon knäskadad och uppger för pressen att hon inte har någon brådska tillbaka.  En tid senare bestämde hon sig för att sluta med konståkning. I en artikel i Aftonbladet tio år senare avslöjade Birthe att hon inte trivdes med den dagliga träningen hon förväntades gör, vilket hon upplevde som ”alltför krävande och monoton för ett livligt barnasinne”. ”Om man efter alla dessa år skulle fråga mig om jag tyckte om att vara ”isprinsessa” skulle mitt svar bli ett avgjort nej!”  Framför allt saknade hon att gå i skolan och kontakten med klasskamraterna på Vasastadens kommunala flickskola. När hon tränade hemma i Stockholm togs eftermiddagarnas lektioner igen med hemmastudier på kvällstid. 
Efter avslutad konståkningskarriär återgick hon till skolan. I en intervju i Dagens Nyheter från 1950 uppger hon sig vara intresserad av konst, litteratur och musik.  I maj 1951 tog hon studentexamen vid Wallin-Åhlinska gymnasiet i Stockholm.  Efter examen åkte hon till Paris i tre år för att studera och måla.  1954 började hon arbeta som researcher på förlaget Åhlén och Åkerlunds nystartade tidning Nutid.  Från 1956 var hon reklamchef på Terrafilm samt på Intima teatern, Kammarteatern och Skansenteatern.  Hon var också vice ordförande i Stockholms studentfilmstudio.  I augusti 1958 bytte hon åter arbetsgivare och började arbeta på pressavdelningen vid Sandrews  som reklamchef. Huvudsakligen kom hon att arbeta med företagets teateruppsättningar.
Birthe Holmberg är begravd på Solna Kyrkogård.

## Meriter
- Tredje plats i distriktsmästerskapen i konståkning för juniorer, 1940 [6]
- Svenska skridskoförbundets konståkningsmärke i guld, 1940 [25]
- Första plats i distriktsmästerskapen i konståkning för juniorer, 1941 [8]
- Sjätte plats i svenska mästerskapen i konståkning, 1941 [9]
- Första plats i svenska mästerskapen för juniorer, 1942 [13]

## Filmografi
- 1941 – Magistrarna på sommarlov